# Петрухін Петро Петрович
Петрухін Петро Петрович (1950) — джазовий музикант, композитор і аранжувальник; викладач джазової музики, композиції і техніки; заслужений працівник культури Російської Федерації (2005).

## Біографічні відомості
Закінчив Дзержинське музичне училище. Створив джаз-ансамбль дитячої музичної школи міста Торецька, який був учасником фестивалю "Донецьк-110" (2-4 березня 1979).
Від 2009 року — громадянин Російської Федерації.
Розробив і з успіхом застосовує методику ранньої музичної джазової освіти дітей. Викладач дитячої музичної школа № 28 імені А. Т. Гречанінова, працює за грантом із обдарованими дітьми.
Виховав шістьох лауреатів міжнародних конкурсів, включаючи ансамбль «Джаз-Пік», який став лауреатом Фонду «Нові імена», учасником московського фестивалю «Богема-Джаз», виступав із концертами в США, Польщі, Чехії. «Джаз ПіК» виступав з такими іменитими музикантами, як Г. Гаранян, І. Бутман, Ю. Саульський, з оркестром О. Лундстрема. Серед інших вихованців Півторипавло Віктор Вікторович — композитор, клавіші, перкусія гурту «Запрещённые барабанщики».